# Синицин, Александр Иванович
Александр Иванович Синицин (13 сентября 1930 — 21 февраля 2001) — передовик советского сельского хозяйства, тракторист совхоза имени Дзержинского Александровского района Оренбургской области, Герой Социалистического Труда (1971).

## Биография
Родился в 1930 году в селе Каликино, ныне Александровского района Оренбургской области в крестьянской русской семье. Отец погиб на фронте. Александру пришлось в 13 лет, в тяжёлые годы войны идти работать в местный колхоз. Позже с отличием окончил обучение в Чебеньковской школе механизаторов. В 1947 году стал работать трактористом-механизатором в совхозе имени Дзержинского.
С 1951 по 1955 годы служил в Советской Армии. После демобилизации вернулся в родное село и вновь сел работать на тракторе. К концу 1950-х годов стал лучшим механизатором совхоза, на комбайне в уборку вымолачивал до 10000 центнеров зерна. Задание восьмой пятилетки выполнил за 3,5 года.
Указом Президиума Верховного Совета СССР от 8 апреля 1971 года за достижение высоких показателей в производстве продукции сельского хозяйства Александру Ивановичу Синицину присвоено звание Героя Социалистического Труда с вручением ордена Ленина и медали «Серп и Молот».
Избирался депутатом Александровского районного совета депутатов. В 1985 году по болезни вышел на заслуженный отдых.
Проживал в селе Каликино. Умер 21 февраля 2001 года. Похоронен на сельском кладбище.

## Награды
За трудовые успехи удостоен:
- золотая звезда «Серп и Молот» (08.04.1971)
- два ордена Ленина (22.03.1966, 08.04.1971)
- Орден Октябрьской Революции (11.12.1973)
- Орден Трудового Красного Знамени (1976)
- Орден Знак Почёта
- Медаль «За освоение целинных земель»
- Медаль «В ознаменование 100-летия со дня рождения Владимира Ильича Ленина»
- другие медали.

## Память
- 17 мая 2008 года на здании школы в селе Каликино была установлена мемориальная доска в память о Герое.